# Tourismus in Tschechien

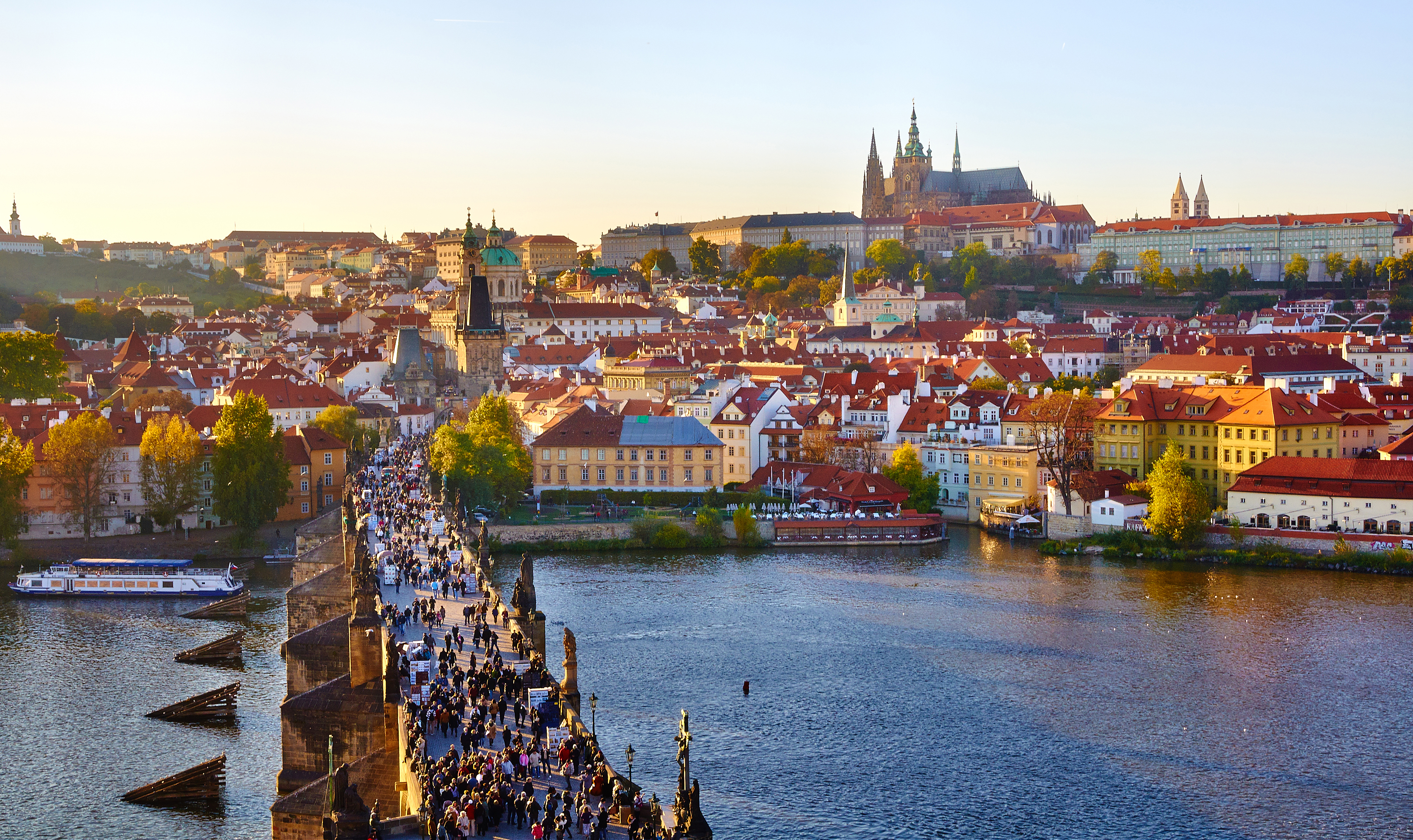
Die Hauptstadt Prag ist mit über 7,6 Millionen Übernachtungsgästen jährlich der größte Touristenmagnet in Tschechien

Der Tourismus in Tschechien ist eine bedeutende Einnahmequelle des Landes. Die Geschichte Böhmens, Mährens und Schlesiens hat zahlreiche Sehenswürdigkeiten hinterlassen. Zudem zieht die Landschaft viele Freizeitgäste an. Im Travel and Tourism Competitiveness Report 2017 des World Economic Forum belegt Tschechien Platz 38 von 136 Ländern.

## Statistik

### Herkunftsländer
Übernachtungsgäste nach Herkunftsländern (mind. 150.000 Gäste):
| Rang | Land                   | 2014       | 2015       | 2016       | 2017       | 2018       |
| ---- | ---------------------- | ---------- | ---------- | ---------- | ---------- | ---------- |
| 1    | Deutschland            | 1.553.370  | 1.766.539  | 1.881.095  | 1.954.833  | 2.033.065  |
| 2    | Slowakei               | 492.550    | 578.216    | 642.145    | 688.490    | 734.910    |
| 3    | Polen                  | 448.736    | 484.573    | 541.332    | 578.465    | 620.414    |
| 4    | Volksrepublik China    | 211.014    | 288.630    | 355.847    | 491.648    | 619.877    |
| 5    | Vereinigte Staaten     | 441.457    | 508.951    | 515.154    | 539.023    | 555.736    |
| 6    | Russland               | 691.198    | 434.852    | 407.529    | 551.191    | 545.406    |
| 7    | Vereinigtes Königreich | 397.431    | 442.718    | 473.986    | 470.576    | 496.807    |
| 8    | Südkorea               | 195.086    | 265.330    | 325.612    | 417.438    | 416.243    |
| 9    | Italien                | 369.268    | 372.832    | 370.511    | 392.861    | 409.903    |
| 10   | Österreich             | 244.971    | 269.323    | 283.521    | 292.420    | 299.162    |
| 11   | Frankreich             | 272.650    | 268.877    | 280.996    | 289.502    | 287.129    |
| 12   | Spanien                | 194.495    | 208.305    | 236.181    | 248.413    | 267.487    |
| 13   | Niederlande            | 204.425    | 204.145    | 222.212    | 248.428    | 257.379    |
| 14   | Ukraine                | 115.811    | 104.113    | 120.501    | 147.570    | 211.547    |
| 15   | Taiwan                 | –          | 119.999    | 142.688    | 165.671    | 183.772    |
| 16   | Ungarn                 | 125.943    | 135.216    | 158.394    | 165.252    | 174 864    |
| 17   | Israel                 | 116.390    | 140.643    | 168.638    | 184.761    | 163.474    |
| –    | Inländer               | 7.491.191  | 8.488.637  | 9.067.413  | 9.885.672  | 10.639.041 |
| –    | Gesamt                 | 15.587.076 | 17.195.550 | 18.388.853 | 20.061.635 | 21.274.686 |

### Kraje
Übernachtungsgäste in den 13 Krajen und der Hauptstadt Prag im Jahr 2017 mit den jeweils vier häufigsten Herkunftsländern der ausländischen Touristen:
| Kraj                                  | Gäste     | davon Inländer | 1. Herkunftsland    | 2. Herkunftsland    | 3. Herkunftsland       | 4. Herkunftsland    |
| ------------------------------------- | --------- | -------------- | ------------------- | ------------------- | ---------------------- | ------------------- |
| Prag                                  | 7.652.865 | 1.100.214      | Deutschland         | Vereinigte Staaten  | Vereinigtes Königreich | Russland            |
| Středočeský (Mittelböhmen)            | 1.029.353 | 780.796        | Deutschland         | Slowakei            | Volksrepublik China    | Polen               |
| Jihočeský (Südböhmen)                 | 1.573.606 | 1.037.124      | Volksrepublik China | Deutschland         | Taiwan                 | Südkorea            |
| Plzeňský (Pilsen)                     | 748.753   | 491.519        | Deutschland         | Volksrepublik China | Slowakei               | Österreich          |
| Karlovarský (Karlsbad)                | 1.058.001 | 390.912        | Deutschland         | Russland            | Volksrepublik China    | Taiwan              |
| Ústecký (Ústí)                        | 595.683   | 389.126        | Deutschland         | Polen               | Slowakei               | Niederlande         |
| Liberecký (Liberec)                   | 935.972   | 739.158        | Deutschland         | Polen               | Slowakei               | Niederlande         |
| Královéhradecký (Hradec Králové)      | 1.260.391 | 976.583        | Deutschland         | Polen               | Slowakei               | Niederlande         |
| Pardubický (Pardubice)                | 474.856   | 408.003        | Slowakei            | Deutschland         | Polen                  | Niederlande         |
| Vysočina (Hochland)                   | 567.878   | 494.890        | Slowakei            | Deutschland         | Polen                  | Niederlande         |
| Jihomoravský (Südmähren)              | 1.887.398 | 1.248.866      | Slowakei            | Polen               | Deutschland            | Österreich          |
| Olomoucký (Olmütz)                    | 657.505   | 520.888        | Slowakei            | Polen               | Deutschland            | Russland            |
| Zlínský (Zlín)                        | 721.332   | 601.304        | Slowakei            | Deutschland         | Polen                  | Österreich          |
| Moravskoslezský (Mährisch-Schlesisch) | 898.042   | 706.289        | Slowakei            | Polen               | Deutschland            | Volksrepublik China |

## Tourismus-Regionen
Das Ministerium für regionale Entwicklung teilt das Land in sieben Regionen auf.
- Prag

Die meistbesuchte Stadt in Tschechien ist die Hauptstadt Prag an der Moldau mit der Prager Burg und der Altstadt.
- Mittelböhmen

Zu den beliebtesten Ausflugszielen zählen die Burg des Kaisers Karl IV. Burg Karlštejn und die durch den Silberbergbau bekannt gewordene Stadt Kutná Hora.
- Südböhmen

Große historische Städte sind Budweis und Český Krumlov (Krumau) mit mittelalterlichen Stadtzentren. An der Grenze zu Deutschland und Österreich erstreckt sich der vom Schriftsteller Adalbert Stifter beschriebene Böhmerwald.
- Westböhmen

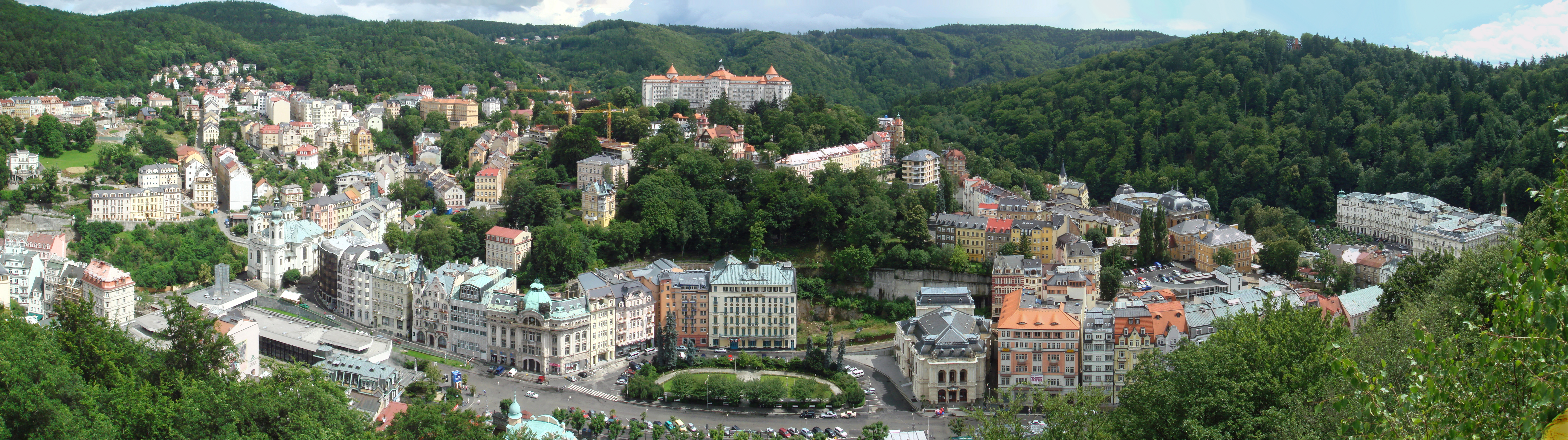
Panorama von Karlsbad

Seit Jahrhunderten ist das Westböhmische Bäderdreieck durch seine Kurbäder bekannt. Karlsbad, Marienbad und Franzensbad bilden die Eckpunkte des Dreiecks. Größte Stadt ist Pilsen.
- Mähren und Schlesien

Insbesondere Mähren ist bekannt für seine Weine. Vor allem in Südmähren werden Weißweine angebaut. Große Städte sind Brünn und Ostrava.
- Ostböhmen

Für Naturliebhaber bietet die Region die Adersbach-Weckelsdorfer Felsenstadt. Tiefe Klüfte und meterhohe Türme aus Sandstein haben das Felsenlabyrinth bekannt gemacht.
- Nordböhmen

Nordböhmen beeindruckt durch das Prebischtor im Nationalpark Böhmische Schweiz. Außerdem befindet sich hier ein Teil des Riesengebirges mit dem Wintersportzentrum Harrachov. In diesen Gebieten wird Wintersport betrieben und im Sommer kommen Touristen zum Wandern.

## Skigebiete
Riesengebirge
- Špindlerův Mlýn
- Harrachov
- Pec pod Sněžkou
- Rokytnice nad Jizerou
- Janské Lázně
- Mladé Buky
- Benecko
- Žacléř

Adlergebirge
- Deštná
- Deštné v Orlických horách

Isergebirge
- Liberec
- Bedřichov
- Tanvaldský Špičák
- Severák

Erzgebirge
- Klínovec

Böhmerwald
- Železná Ruda
- Kramolín

Altvatergebirge

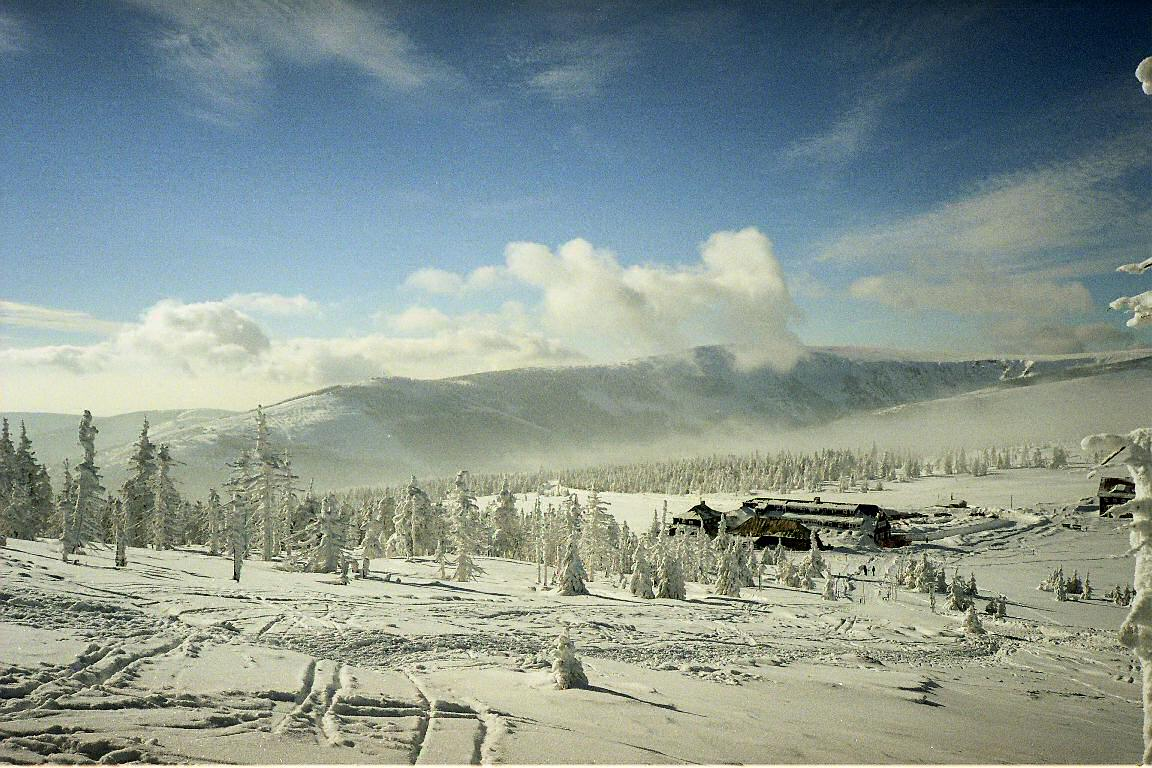
Blick vom Hauptkamm zum Böhmischen Kamm. Im Vordergrund die Spindlerbaude (Špindlerova bouda)

- Červenohorské sedlo (Roterbergsattel)
- Praděd-Ovčárna

## Grenztourismus
In den Grenzgebieten spielt der Sextourismus neben den günstigen Einkauf von Zigaretten sowie günstiges tanken eine Rolle. So befinden sich entlang der Grenze u. a. der Asia Dragon Bazar nahe der böhmischen Stadt Eger sowie weitere Vietnamesenmärkte, dort gibt es auch Drogentourismus in der Nähe der Grenze zu Bayern, Sachsen und Österreich.